# Natal de Carvalho Baroni
Natal de Carvalho Baroni, genannt Natal in Italien auch Diabo Loiro (blonder Teufel) (* 24. November 1945 in Belo Horizonte), ist ein ehemaliger brasilianischer Fußballspieler. Als Spieler stand er für Schnelligkeit, Dribbling und einen starken Schuss. Natal wechselte mehrmals in seiner Laufbahn den Verein. Die meisten Spiele bestritt er für den Cruzeiro EC aus seiner Geburtsstadt.

## Cruzeiro
Natal gewann einige Titel mit Cruzeiros Jugendabteilung und spielte neben Dirceu Lopes und Pedro Paulo. Natal sagte zu seiner Anfangszeit: "Ich habe in Itaú angefangen und nach meinem Platz gesucht, um ein professioneller Spieler zu werden. Ich wurde zu einem Test zu Cruzeiro eingeladen und kam durch." Obwohl schon seit 1963 aktiv für den Klub wurde er ab 1965 als Profispieler geführt. In dem Jahr konnte er zum ersten Mal die Staatsmeisterschaft von Minas Gerais gewinnen. Dieser Erfolg konnte er mit der Mannschaft fünf Mal hintereinander feiern. Feiern konnte Natal auch den Taça Brasil 1966. Der FC Santos mit Pelé, welcher den Wettbewerb von 1961 bis 1965 jedes Jahr gewann, wurde in zwei Spielen besiegt. Der erste nationale Fußball-Wettbewerb in Brasilien. Die Sieger der Taça Brasil wurden zeitgenössisch als Campeões angesehen. 2010 wurde den Siegern auch durch den nationalen Verband die offizielle Anerkennung als Brasilianische Meister ausgesprochen.
Natal pflegte den Lebensstil eines Bohemien und galt als Playboy. Er gab Cabrios den Vorzug und wurde oft von Frauen begleitet. Er galt als charismatisch und die Fans liebten ihn insbesondere wegen seiner starken Spiele gegen den Lokalrivalen Atlético Mineiro. Auch zum Leidwesen seiner Mutter, die ein Fan von Atlético war. Als sein bestes Spiel galt aber das Rückspiel im Taça Brasil 1966 gegen Santos.

## Corinthians
Natal kam 1971 auf Leihbasis zum SC Corinthians nach São Paulo, um dort 14 Monate zu spielen, blieb aber nur zwei Monate. Sein Debüt mit dem Alvinegra-Trikot kam am 9. März 1971, als Corinthians den Marília AC in einem Freundschaftsspiel mit 2:1 bezwang. Bald in seinem Debüt erzielte ein Tor. Wieder spielte er gegen Marília und erzielte einen Treffer durch Elfmeter. Das war das einzige Tor, das Natal für Corinthians erzielte. Mit Alvinegra bestritt Natal nur zehn Spiele, davon vier Siege, vier Unentschieden und zwei Niederlagen. Als besonders galt dabei ein Sieg über den Lokalrivalen SE Palmeiras, am 25. April 1971. Das Treffen konnte Corinthians 4:3 für sich entscheiden. Am 1. Mai 1971, als Corinthians gegen den EC São Bento in der Staatsmeisterschaft von São Paulo mit 1:0 gewann, stand Natal das letzte Mal für Corinthians auf dem Platz.

## Karriereende
Natal beendete seine Karriere 1981 im Alter von 34 Jahren, als er beim Vila Nova FC spielte. Danach unternahm er ausgedehnte Tourneen in Brasilien, um eine Trainerkarriere zu starten, aber er erhielt zunächst keine Angebote. Über seine Engagements berichtete Natal: "Es ist sehr schwer, Fußball-Trainer in kleinen Teams zu sein, diese wollen nichts, was schwierig ist", klagte er. Natal hatte Traineranstellungen bei Klubs im Nordosten, wie CS Sergipe, ABC Natal und Clube do Remo und anderen. In Minas Gerais kommandierte der ehemalige Spieler EC Mamoré und Villa Nova AC, doch der ehemalige Stürmer fand als Trainer keine große Beachtung. Über diese Zeit sagte er: "Hier in Minas Gerais gibt es etwas, das schwer zu verstehen und zu akzeptieren ist. Teams aus Minas wollen nur Atletico und Cruzeiro schlagen. Sie bereiten ihre ganze Planung daraufhin aus, gegen die großen zwei zu gewinnen. So war es in meiner Zeit in Mamoré und Villa Nova. Wenn Sie eine gute Kampagne machen und nicht Atlético und Cruzeiro gewinnen, sind Sie nicht gut. Das ist sehr seltsam". 
Danach begann er als Scout für Cruzeiro zu arbeiten und beobachtete junge Spieler, die in den Basiskategorien des Klubs spielen könnten. Er sagte zu seiner Tätigkeit: "Ich fahre zu Turnieren außerhalb von Belo Horizonte, gehe zu den sieben kleineren Vereinen, arbeite an der Sichtung neue Spieler." Natal merkte dabei die Schwierigkeiten an, großartige Talente für die brasilianischen Teams zu entdecken. "Heute gibt es viel mehr Quantität als Qualität. Es ist sehr schwierig, großartige Spieler zu finden. Du siehst 100 Spieler und nimmst zwei oder drei. Das war meine größte Schwierigkeit, Spieler zu entdecken." Natal garantierte, dass er nicht daran denkt, seine frühere Karriere fortzusetzen. "Ganz und gar nicht, ich möchte kein Trainer mehr sein. Ich bin sehr glücklich und erfüllt mit dem, was ich heute mache, ich habe wenig Lust, wieder als Trainer zu leiden", sagte er.
Natal hat drei Kinder und drei Enkeltöchter. Derzeit lebt er in Belo Horizonte, nachdem er mehrere Jahre in João Pessoa, Paraíba, gelebt hat, wo er zum vierten Mal verheiratet war.

## Erfolge
Cruzeiro
- Staatsmeisterschaft von Minas Gerais: 1965, 1966, 1967, 1968, 1969
- Campeonato Brasileiro de Futebol: 1966